# Journal of Modern African Studies
Le Journal of Modern African Studies est une revue académique trimestrielle publiée par Cambridge University Press, qui couvre les développements de la politique et de la société africaines modernes. L'accent est mis principalement sur les problèmes actuels de la politique, des économies, des sociétés et des relations internationales en Afrique. Elle publie environ 25 articles et 30 critiques de livres par an.

## Description
La revue est présentée ainsi sur le site JSTOR : 

« Le Journal of Modern African Studies propose une étude trimestrielle des développements de la politique et de la société africaines modernes. L'accent est mis principalement sur les problèmes actuels de la politique, des économies, des sociétés et des relations internationales en Afrique. Il est destiné non seulement aux étudiants et aux spécialistes universitaires, mais également aux lecteurs généraux et aux praticiens soucieux de l'Afrique moderne, vivant et travaillant à la fois sur le continent et à l'extérieur. La politique éditoriale évite de s’engager dans un point de vue politique ou idéologique, mais vise à examiner équitablement les questions controversées afin de promouvoir une compréhension plus profonde de ce qui se passe en Afrique aujourd’hui. Le journal comprend également une section inestimable de critique de livre. »

## Rédacteurs en chef
- 1963 - 1997 : David Kimble, cofondateur, de l'université nationale du Lesotho
- 1997 - 2012 : Christopher Clapham, de l'université de Cambridge
- 2012 - 2017 : Leonardo A. Villalón, de l'université de Floride et Paul Nugent, de l'université d'Édimbourg
- 2018 - présent : Ian Taylor, de l'université de St Andrews et Ebenezer Obadare, de l'université du Kansas.